# Triopas (Thessalien)
Triopas (altgriechisch Τριόπας Triópas), Sohn des Poseidon und der Kanake, Bruder des Aloeus, ist eine Gestalt der griechischen Mythologie.
Ursprünglich aus dem thessalischen Dotion stammend, wurde er in der Hexapolis bekannt, einem Siedlungsgebiet der Dorer im Südwesten Kleinasiens. Hier trug ein Vorgebirge seinen Namen (die heutige Datça-Halbinsel), und er galt als Stadtgründer von Knidos (Triopion). Sein Sohn Erysichthon zog sich den Zorn der Demeter zu, als er einen Baum samt der darin wohnenden Dryade fällte.
Tatsächlich ist Triopas (der Dreisichtige, auch als Triops oder Triopios überliefert) in der Mythologie schwer festzulegen, weil die Sage mit den Völkern wanderte und vielfach örtlichen Genealogien angepasst wurde. Er wird als Sohn des Lapithes oder (auf Rhodos) der des Helios genannt, und in Argolis als Sohn des Phorbas. Auf der Insel Kos machte man ihn zum Vater des Merops.
In Thessalien ist er dagegen von Ischylla der Vater des Lapithen Phorbas. Auch die sonst aufgezählten Nachkommen sind – abgesehen von den bereits erwähnten – entsprechend zahlreich und oft nur für den lokalen Mythos gültig; in alphabetischer Reihenfolge: Agenor, Iasos, Iphimedeia, Messene, Pelasgos und Xanthos.
Homer nennt Triopas in der Ilias als einen Heerkönig der Achaier, der bei Troja fiel.